# Борино (защитена местност)
Вижте пояснителната страница за други значения на Борино.
Борино е защитена местност в България. Намира се в землищата на селата Борино и Грохотно, област Смолян.
Защитената местност е с площ 120,1 ha. Обявена е на 12 юли 2007 г.
В защитената местност се забраняват:
- строителството на сгради и пътища от републиканската пътна мрежа;
- разкриване на кариери, промяна на водния режим и на естествения облик на местността;
- използване на химически средства за растителна защита;
- лагеруване и палене на огън извън определените места;
- ловуване;
- залесяването с неприсъщи за района дървесни видове.[1]

Разрешава се:
- извеждане на сечи, предвидени в горите със специално предназначение;
- провеждане на ловностопански мероприятия;
- паша на домашни животни /без кози/ в определените с лесоустройствения проект пасищни площи;
- косене на сено.[1]